# Lợn Phú Khánh
Lợn Phú Khánh hay còn gọi là lợn trắng Phú Khánh là một giống lợn có nguồn gốc ở địa phương Phú Khánh cũ (nay là tỉnh Phú Yên và Khánh Hoà). Lợn trắng Phú Khánh là lợn lai giữa lợn địa phương với các giống lợn ngoại, chủ yếu là lợn Yorkshire, qua nhiều năm phát triển lợn lai này đã dần dần thích ứng với điều kiện chăn nuôi và khí hậu ở địa phương tỉnh Phú Khánh, lợn đã được chọn lọc, nhân thuần và xây dựng thành nhóm giống lợn trắng Phú Khánh. Giống lợn này được Nhà nước Việt Nam công nhận là một giống vật nuôi Việt Nam được phép sản xuất kinh doanh. Hiện nay, giống lợn này đã có nguy cơ bị mai một.

## Đặc điểm
Lợn Phú Khánh có da lông màu trắng tuyền, lông hơi thưa, da mỏng, đầu nhỏ, mõm cong vừa phải, tai đứng hướng về phía trước lưng thẳng, bụng to nhưng không sệ, ngực sâu, chân chắc khoẻ nhưng đi bàn. Có hai loại hình là lợn da bóng không lông mà thực chất là ít lông và lợn có da lông bình thường. Nhóm lợn trắng Phú Khánh có hướng sản xuất nạc – mỡ, lợn được nuôi vỗ béo cho các tỷ lệ thịt, mỡ là trọng lượng xuất chuồng 98 kg, tỷ lệ thịt xẻ 76%, tỷ lệ nạc 43%, xương 7,8 và loại 2 là 5,4 mm.
Lợn trắng Phú Khánh có khối lượng sơ sinh khá cao, biến động từ 0,7 kg đến 1,3 kg. Lợn có tầm vóc to trung bình phù hợp với thị hiếu, khối lượng lợn nái trưởng thành 24 tháng tuổi đạt 145 kg. Lợn cái hậu bị 8 tháng tuổi có khối lượng trung bình 62,15 kg, lợn nuôi vỗ béo lấy thịt có khối lượng lúc 8 tháng tuổi là 88,3 kg tăng trọng trung bình 435 g/ngày với tiêu tốn thức ăn cao cho 1 kg tăng trọng. Lợn đực lúc 8 tháng tuổi có khối lượng cơ thể 52,61 kg, thấp hơn lợn cái 10-15%, tăng trọng trung bình 6,8–7 kg/tháng, nhưng đến trưởng thành khối lượng đạt 150 kg.

## Sinh sản
Lợn đực lúc 8 tháng tuổi có thể sử dụng cho phối giống có kết quả tốt. Phẩm chất tinh dịch có sự khác nhau qua các lứa tuổi. Hoạt lực và nồng độ tinh trùng cao nhất ở 12-18 tháng tuổi và giảm từ 20 tháng. Mỗi lần xuất tinh thì đậm đặc từ 140 – 170 ml, hoạt lực từ 77-82 %, Nông độ tinh trùng biến động từ 207-343 triệu/ml, giai đoạn có nồng độ tinh trùng cao nhất ở độ tuổi 12-18 tháng tuổi. Lợn cái có khả năng sinh sản tốt ngay từ lứa 1 tới lứa 6, sau đỏ giảm dần. Đàn lợn nái được chọn lọc đã cỏ các chỉ tiêu cao hơn đàn đại trà. Số lứa đẻ bình quân/năm 1,7-1,8. Số con sơ sinh một ổ 8,68 từ 8,63-9,4 Khối lượng sơ sinh 1,08 kg. Khối lượng lúc 21 ngày tuổi là 26,28 kg. Khối lượng lúc 55 ngày tuổi 7,79 (8,4-8,7) kg.